# Food Safety and Quality Authority
Die Food Safety and Quality Authority (FSQA) ist eine gambische Behörde, die die Zuständigkeit für den Bereich Lebensmittelsicherheit innehat.
Der FSQA obliegt die Kontrolle der Sicherheit von Lebensmitteln und Tierfutter, das in Gambia hergestellt, im- oder exportiert wird. Ziel der behördlichen Tätigkeit ist die Minimierung von Risiken für die Gesundheit, Bildung und Information von Konsumenten sowie der Lebensmittelindustrie.

## Geschichte
Die Einrichtung der Behörde wurde 2011 vom gambischen Parlament mit dem The Food Safety and Quality Act beschlossen. 2013/2014 nahm die FSQA die Arbeit auf. Gründungsdirektor war Kebba Daffeh, der bald von seiner Stellvertreterin Zainab Jallow abgelöst wurde.
Im Oktober 2019 protestierten mehrere Angestellte gegen die Amtsführung Jallows und warfen ihr Verstoß gegen Vorschriften, Korruption, Amtsmissbrauch und Veruntreuung von Geldern vor. In der Folge wurden mehrere Mitarbeiter kurzfristig versetzt. Der Chair of the Board Badara Loum trat im Januar 2020 zurück und beschrieb Jallows Amtsführung im Anschluss als diktatorisch. Im selben Monat wurden 28 Mitarbeiter wegen der Proteste entlassen. Im Februar 2020 wurden bei zwei weiteren Personen die Gehaltszahlungen eingestellt. Zainab Jallow wurde Anfang April 2020 von ihrem Posten entlassen und als Staatssekretärin ins Ministerium für Energie versetzt. Im Mai 2020 wurden mindestens 28 Entlassene wieder eingestellt.
Anfang 2020 hatte die Behörde ungefähr 34 Angestellte.

## Leitung

### Director General
- ab Juli 2013[12] bis Dezember 2013[13]: Kebba Daffeh
- Januar 2014[11] bis Mai 2020: Zainab Jallow (zuvor Stellvertreterin)[14]
- ab Mai 2020: Momodou Bah[8]

### Chair of the Board
- 2019[15] bis Januar 2020:[6] (Alieu) Badara Loum
- ab Mai 2020: Amadou Sowe